# 22e cérémonie des European Film Awards
La 22e cérémonie des prix du cinéma européen (22rd European Film Awards), organisée par l'Académie européenne du cinéma, a eu lieu à Bochum (Allemagne) le 12 décembre 2009 et a récompensé les films réalisés dans l'année.

## Palmarès

### Meilleur film
- Das weiße Band (Le Ruban blanc) de Michael Haneke ( Allemagne/ Autriche/ France/ Italie)
  - Fish Tank d'Andrea Arnold ( Royaume-Uni)
  - Morse (Låt den rätte komma in) de Tomas Alfredson ( Suède)
  - Un prophète  France  Italie
  - The Reader de Stephen Daldry ( Allemagne/ Royaume-Uni)
  - Slumdog Millionaire de Danny Boyle ( Royaume-Uni)

### Meilleur réalisateur
- Michael Haneke pour Le Ruban blanc (Das weiße Band)
  - Pedro Almodóvar pour Étreintes brisées (Los abrazos rotos)
  - Andrea Arnold pour Fish Tank
  - Jacques Audiard pour Un prophète
  - Danny Boyle pour Slumdog Millionaire
  - Lars von Trier pour Antichrist

### Meilleur acteur
- Tahar Rahim dans Un prophète
  - Moritz Bleibtreu dans La Bande à Baader (Der Baader Meinhof Komplex)
  - Steve Evets dans Looking for Eric
  - David Kross dans The Reader
  - Dev Patel dans Slumdog Millionaire
  - Filippo Timi dans Vincere

### Meilleure actrice
- Kate Winslet pour The Reader 
  - Penélope Cruz pour Étreintes brisées (Los abrazos rotos)
  - Charlotte Gainsbourg pour Antichrist
  - Katie Jarvis pour Fish Tank
  - Yolande Moreau pour Séraphine
  - Noomi Rapace pour Millénium (Män som hatar kvinnor)

### Meilleur scénariste
- Michael Haneke pour Le Ruban blanc (Das weiße Band)
  - Jacques Audiard et Thomas Bidegain pour Un prophète
  - Simon Beaufoy pour Slumdog Millionaire
  - Gianni di Gregorio pour Le Déjeuner du 15 août (Pranzo di ferragosto)

### Meilleurs costumes
- Coco avant Chanel – Catherine Leterrier

### Meilleur directeur de la photographie
- Anthony Dod Mantle pour Antichrist et Slumdog Millionaire
  - Christian Berger pour Le Ruban blanc (Das weiße Band)
  - Maxim Drozdov et Alisher Khamidkhodzhaev pour Soldat de papier (Bumazhny soldat)
  - Stéphane Fontaine pour Un prophète

### Meilleur monteur
Prix non attribué.

### Meilleur chef décorateur européen
Prix non attribué.

### Meilleur compositeur
- Alberto Iglesias pour Étreintes brisées (Los abrazos rotos)
  - Alexandre Desplat pour Coco avant Chanel
  - Jakob Groth pour Millénium (Män som hatar kvinnor)
  - Johan Söderqvist pour Morse (Låt den rätte komma in)

### Meilleur film d'animation
- Mia et le Migou de Jacques-Rémy Girerd
  - Niko, le petit renne (Niko - Lentäjän poika) de Michael Hegner et Kari Juusonen
  - Brendan et le Secret de Kells de Tomm Moore

### Meilleur film documentaire
- Le chant des insectes - Rapport d'une momie de Peter Liechti

### Meilleur court métrage
- Poste restante de Marcel Lozinski ( Pologne)

### Prix d'Excellence
- Un prophète – Jean-Paul Hurier, Marc Doisne, Francis Wargnier et Brigitte Taillandier

### People's Choice Award
Prix du public sur Internet.
 Prix du public du cinéma européen (EFA People's Choice Award).
- Le Transporteur 3 – Olivier Megaton
- Coco avant Chanel – Anne Fontaine

### Discovery of the Year - Prix FIPRESCI
Prix décerné par la fédération internationale de la presse cinématographique.
- Der Kalmus (Tatarak) d'Andrzej Wajda

### Achievement in World Cinema Award
- Isabelle Huppert  France

### Lifetime Achievement Award
- Ken Loach  Royaume-Uni